# Grida/Ricominciare
Grida/Ricominciare è un 45 giri della cantante pop italiana Loredana Bertè, pubblicato nel 1977 dall'etichetta discografica CGD.

## I brani
Scritta da Oscar Avogadro e Daniele Pace su musica di Gilberto Sebastianelli, Grida ebbe un discreto successo commerciale, raggiungendo il picco massimo della sedicesima posizione dei singoli più venduti. il brano vede inoltre la partecipazione ai cori di Mia Martini.
Ricominciare, scritta dagli stessi autori su musica di Mario Lavezzi, era il lato B del disco. 
Il 45 giri venne pubblicato anche per il mercato olandese.

## Tracce
Lato A
1. Grida – 4:10 ((Oscar Avogadro, Daniele Pace, Gilberto Sebastianelli))

Durata totale: 4:10
Lato B
1. Ricominciare – 4:17 ((Oscar Avogadro, Daniele Pace, Mario Lavezzi))

Durata totale: 4:17

### Charts
| Chart (1977)  | Peak position   |
| ------------- | --------------- |
| Italia (FIMI) | align="center"8 |